# Pietro Teulio
Pietro Teulio, francoski general, * 1763, † 1807.